# Cryptocapnos
Cryptocapnos es un género monotípico perteneciente a la subfamilia Fumarioideae antigua familia Fumariaceae cuya única especie es Cryptocapnos chasmophyticus.
Es originaria de Afganistán donde se encuentra en el sudeste de Orozgan.

## Taxonomía
Euphorbia caput-aureum fue descrita por Karl Heinz Rechinger y publicado en Österreichische Akademie der Wissenschaften, Mathematisch-Naturwissenschaftliche Klasse. Anzeige 104: 418. 1967.
Sinonimia
- Fumaria chasmophytica (Rech.f.) Parsa[3]